# علي زنيبر
علي بن أحمد زنيبر السلاوي ولد بمدينة سلا سنة 1260 هـ الموافق ل1843، وتوفي بها عام 1332 هـ الموافق ل1914، كان فقيها ومصلحا وشاعرا، تعاطى التجارة بسلا ثم بفاس ومنها رحل إلى الأسكندرية سنة 1296 هـ وظل مقيما بالبلاد المصرية طيلة أربع وعشرين سنة.و كان له اتصال بزعمائها ومفكريها 
.
ولما عاد إلى المغرب سنة 1321 هـ (1904) استقر في طنجة واقترب من دار المندوبية « وزارة الخارجية » واهتم بطبع ونشر الصحف والكتب، ثم أخذ يبذل نشاطا سياسيا ملحوظا ضد المحاولات الأجنبية للاستحواذ على المغرب، فقدم مشروع دستور تحت عنوان: «حفظ الاستقلال ولفظ سيطرة الاحتلال»، وتنص الوثيقة أساسا ·  · :
- على استعمال اللغة العربية في كل المؤسسات الحكومية.
- إصلاح الشرطة وتوحيدها.
- مساواة الجميع أمام الضريبة.
- إنشاء بنك للدولة.
- التوظيف بحسب الاستحقاق والنزاهة.
- رفض الوصاية على الحكومة العزيزية من طرف الأجانب.
- إدخال الإصلاح في مصالح الحكومة، ليمكن تخصيص كل إدارة بما يليق بها وتكوين حكومة قادرة على دفع الطوارئ وجلب المنافع ووقاية وردع كل من يريده بسوء.